# 奥略
奥略（西班牙語：Ollo）是西班牙纳瓦拉的一个市镇。总面积37平方公里，总人口339人（2001年），人口密度9人/平方公里。